# Kinesiska brandväggen
Kinesiska brandväggen (Förenklad kinesiska: 防火长城; traditionell kinesiska: 防火長城; pinyin: fánghuǒ chángchéng, vanligen omnämnd som 墻 "muren") är ett allmänt begrepp med ironiska förtecken som antas ha myntats i en artikel i tidskriften Wired år 1997. Uttrycket används av såväl internationell som kinesisk media för att beteckna den lagstiftning och de projekt som startats av den kinesiska regeringen (vilken i sin tur kontrolleras av Kinas kommunistiska parti) i ett försök att skapa ett reglerat inhemskt internet i landet innanför det globala internet.
Den är det viktigaste verktyget för censur av Internet i Kina, där 40 000 personer år 2006 beräknades arbeta med att övervaka och kontrollera informationsspridningen. Reglerna kriminaliserar bland annat vissa inlägg och aktiviteter på internet, men omfattar även blockering av vissa webbplatser och sökresultat då man gör en sökning på internet inifrån landet.